# Paramoeba
Paramoeba – rodzaj ameb morskich należących do gromady Discosea wchodzącej w skład supergrupy Amoebozoa.
Należą tutaj następujące gatunki:
- Paramoeba aestuarina Page, 1970[2]
- Paramoeba atlantica[3] Kudryavtsev i inni, 2011
- Paramoeba eilhardi[3] Schaudinn, 1896
- Paramoeba pemaquidensis Page, 1970[2]
- Paramoeba perniciosa[4]